# مورفة
المورفة (الاسم العلمي: Morpho) هي جنس من الحشرات يتبع لفصيلة الحورائيات من رتبة حرشفيات الأجنحة، وتُعد من أجمل فراشات العالم، وتتميز بلونها الأزرق الذي يتكون من حراشف صغيرة للغاية، متداخلة مع بعضها البعض بشكل متوازي.

## أنواع المورفة
- مورفة زرقاء عملاقة (الاسم العلمي:Morpho didius)
- مورفة الغروب (الاسم العلمي:Morpho hecuba)
- مورفة أخيل (الاسم العلمي:Morpho achilles)
- مورفة أورورا (الاسم العلمي:Morpho aurora)
- مورفة تليماخوس (الاسم العلمي:Morpho telemachus)
- مورفة حمراء الأجنحة (الاسم العلمي:Morpho rhodopteron)
- مورفة ماركوس (الاسم العلمي:Morpho marcus)
- مورفة هرقل (الاسم العلمي:Morpho hercules)
- (الاسم العلمي:Morpho absoloni)
- (الاسم العلمي:Morpho aega)
- (الاسم العلمي:Morpho amathonte)
- (الاسم العلمي:Morpho amphitryon)
- (الاسم العلمي:Morpho anaxibia)
- (الاسم العلمي:Morpho cisseis)
- (الاسم العلمي:Morpho cypris)
- (الاسم العلمي:Morpho deidamia)
- (الاسم العلمي:Morpho epistrophus)
- (الاسم العلمي:Morpho eugenia)
- (الاسم العلمي:Morpho godartii)
- (الاسم العلمي:Morpho helenor)
- (الاسم العلمي:Morpho iphitus)
- (الاسم العلمي:Morpho lympharis)
- (الاسم العلمي:Morpho menelaus)
- (الاسم العلمي:Morpho niepelti)
- (الاسم العلمي:Morpho peleides)
- (الاسم العلمي:Morpho polyphemus)
- (الاسم العلمي:Morpho portis)
- (الاسم العلمي:Morpho rhetenor)
- (الاسم العلمي:Morpho sulkowskyi)
- (الاسم العلمي:Morpho theseus)
- (الاسم العلمي:Morpho zephyritis)